# Людвінець
Людвінець (пол. Ludwiniec, нім. Luisenau) — село в Польщі, у гміні Пакосць Іновроцлавського повіту Куявсько-Поморського воєводства.
Населення — 184 особи (2011).
У 1975-1998 роках село належало до Бидгощського воєводства.

## Демографія
Демографічна структура станом на 31 березня 2011 року:
|          | Загалом | Допрацездатний вік | Працездатний вік | Постпрацездатний вік |
| -------- | ------- | ------------------ | ---------------- | -------------------- |
| Чоловіки | 93      | 22                 | 65               | 6                    |
| Жінки    | 91      | 16                 | 57               | 18                   |
| Разом    | 184     | 38                 | 122              | 24                   |